# Дэдпул (мультсериал)
«Дэдпу́л: Мультсериа́л» (англ. Deadpool: The Animated Series) — невышедший американский анимационный сериал для взрослых, созданный Дональдом и Стивеном Гловерами для телеканала FXX на основе комиксов издательства Marvel Comics о персонаже Дэдпуле. Сериал разрабатывался компанией Marvel Television совместно с FX Productions и ABC Signature Studios, Дональд и Стивен Гловеры были шоураннерами.
В мае 2017 года, после успешного сотрудничества Marvel Television и FX Productions при создании телесериала «Легион», FXX заказал мультсериал из десяти серий, премьера которого ожидалась в 2018 году. К моменту анонса Дональд и Стивен Гловеры начали работу в комнате сценаристов. Ранние этапы работы над анимацией были завершены в августе того же года, Гловеры хотели, чтобы по выражению и тону персонаж их проекта отличался от прошлых воплощение героя, в том числе от киноверсии.
Анонс сериала, а в особенности участие в работе Дональда Гловера, были восприняты публикой с энтузиазмом. Однако в марте 2018 года FX Networks объявила, что работа над мультсериалом приостановлена в связи с решением Marvel не продвигать версию проекта, созданную Гловерами. Эта новость была встречена критикой, в том числе со стороны самого Дональда Гловера, который публично предположил, что на решение Marvel мог повлиять расизм.

## Производство

### Анонс
В мае 2017 года, после успешного сотрудничества компаний Marvel Television и FX Networks при создании телесериала «Легион» для телеканала FX, сестринский проект канала FXX заказал тогда безымянный комедийный мультсериал для взрослых из десяти серий, основанный на популярном персонаже Marvel Comics Дэдпуле. Руководители Marvel Television являлись поклонниками мультсериала FXX «Спецагент Арчер» и обращались к FX  с идеей шоу спустя год после того, как президент FX Networks Джон Ландграф решил направить FXX на «агрессивное» создание большего числа анимационного контента для взрослых.
FX обратился к Дональду Гловеру, «заметному таланту с растущим доверием гика», и его брату Стивену с предложением стать сценаристами, исполнительными продюсерами и шоураннерами мультсериала. У Дональда Гловера уже был долгосрочный контракт с FX Networks и заведомо установившиеся отношения с Marvel после съёмок в фильме «Человек-паук: Возвращение домой», а братья создали для FX «прорывной хит», сериал «Атланта». После «запутанных» переговоров было объявлено, что Marvel Television, FX Productions и ABC Signature Studios займутся производством мультсериала, а Джеф Лоуб и Джим Чори из Marvel Television также выступят исполнительными продюсерами. Проект получил название Deadpool: The Animated Series (с англ. — «Дэдпул: Мультсериал»).

### Разработка
К моменту анонса мультсериала в Лондоне, где Дональд Гловер присутствовал на съёмках фильма «Хан Соло. Звёздные войны: Истории», была собрана комната сценаристов. Ландграф объяснил, что FX был рад подстроиться под забитое расписание Гловеров из-за их таланта и нежелания «подавлять» всякие возможности, исходящие от них. Он добавил, что сериал будет отличаться по выражению и тону от фильмов о Дэдпуле из-за отличий между анимацией и игровым кино, а также из-за уникального выражения и тона Гловеров. Принимая решение взяться за проект, FX много думал о том, чтобы сделать мультсериал «заметно отличающимся от фильмов».
Параллельно с анонсом проекта и участия в нём Дональда Гловера некоторые источники сообщили, что актриса из «Атланты» Зази Битц получила роль персонажа Домино в фильме «Дэдпул 2». В мае 2017 года Битц заявила о том, что ей было бы интересно повторить свою роль в мультсериале в том случае, если её персонаж там появится. В августе на панели FX в рамках пресс-тура Ассоциации телевизионных критиков был показан отрывок из мультсериала, а Ландграф заявил, что полноценная работа над анимацией начнётся позднее в том же году, параллельно со съёмками второго сезона «Атланты». Он добавил, что ещё не выбран конкретный график выхода, потому что сперва «он будет великим».
Обсуждая напор на соответствие предыдущим воплощениям Дэдпула, Дональд Гловер сказал, что не чувствует его в отличие от своей работы над «Ханом Соло» и «Атлантой», в частности потому что Дэдпул «очень хорошо себя осознаёт». Стефани Робинсон, входившая в комнату сценаристов, сказала, что было решено интерпретировать оригинальные комиксы «под таким углом, который был бы для нас самым верным и имел бы смысл», нежели обращаться к фильмам или публичному восприятию персонажа. Она подчеркнула тот факт, что Дэдпул не может умереть, сказав следующее: «В некотором роде забавно играться с персонажем, который может делать что угодно, и углубляться в склад ума того, кто устал от жизни, кто не чувствует ничего острого, никакой опасности, и такой: „Окей — просто жизнь у меня такая, а что ещё делать, если ты по жизни заметно выше других?“ Что бы вы сделали, живя вечно и не имея возможности умереть?»

### Отмена проекта
В марте 2018 года FX сообщил о решении заморозить работу над мультсериалом, ссылаясь на творческие разногласия. В своём заявлении они добавили, что канал, Гловеры и Marvel Television согласились «разойтись». FX подтвердил, что продолжит сотрудничать с Marvel Television при работе над «Легионом». Дональд Гловер опроверг слухи о том, что не мог работать над мультсериалом из-за своей занятости, а через неделю после этого заявления выложил в своём Твиттере 15-страничный сценарий под названием «Finale» (с англ. — «Финал»). По этому сценарию Дэдпул отправляется в Кению, чтобы защитить носорога Судана (умершего несколькими днями ранее), и размышляет о причинах закрытия мультсериала. Вскоре Гловер удалил сценарий со своего аккаунта.
В «Финале» Дэдпул находит виновных в комментариях о том, что Marvel «пытается продавать игрушки семилетним мальчикам и пятидесятилетним педофилам»; отмечает социально-политические вопросы о демонстрации «жестокого, любящего пушки белого мужика, разглагольствующего на телике»; и предполагает, что Marvel и FX были расистами и не хотели создавать сериал из-за комнаты сценаристов, состоящей из темнокожих людей, и чёрных отсылок, присутствующих в сценариях. Последний пункт повторяет высказывания Гловера о том, что ему нужен «белый переводчик», чтобы заставить FX позволить ему и его команде темнокожих сценаристов создавать «Атланту» так, как им самим хотелось. В сценарии Дэдпул заявляет:
Как будто все хотят чего-то иного, но никто не хочет делать ничего иного, чтобы этого добиться. У Marvel же вроде достаточно приятных миноритарных шоу, которые все поддерживают, но никто не смотрит? По-моему, наше шоу могло бы быть забавным. Я просто хотел быть там, где могу быть честен. И похоже, за этим мне надо на Freeform.
Оригинальный текст (англ.)It just feels like everyone wants something different, but no one wants to do anything different to get it. Doesn’t Marvel have enough feel-good minority shows everyone supports but doesn’t watch? I mean, I think our show woulda [sic] been funny. I just wanted a place to be honest. And I guess that place is Freeform.
В сценарии также был упомянут эпизод с участием Тейлор Свифт, существование которого подтвердил Стивен Гловер, назвавший его «уморительным» и «последней каплей» для Marvel. Он добавил, что мультсериал «был не слишком чёрным. Он вообще был не таким уж и чёрным. Но мы явно хотели бросить вызов „Рику и Морти“, и, по-моему, нам бы это удалось». В августе Ландграфу был задан вопрос о том, почему FX принял «шокирующее» решение не разрабатывать мультсериал дальше, и он заявил, что Marvel имела полный контроль над использованием персонажа и решила не развивать версию персонажа, которую Гловеры хотели создать. Ландграф добавил, что лично ему понравилась проделанная Гловерами работа и что FX продолжили бы работу с этой версией, если бы это был их выбор. Он верил в то, что со временем Marvel возобновит работу над мультсериалом, но «наймёт кого-то другого, чтобы тот создал другое шоу». В мае 2019 года создатель Дэдпула Роб Лайфелд заявил, что «рано или поздно» выйдет новый мультсериал о персонаже.

## Реакция
Райан Рейнольдс, продюсер фильмов о Дэдпуле и исполнитель его роли в них, не принимал участия в создании мультсериала, но называл Дональда Гловера «гением» и сожалел о прекращении работы над проектом.